# Brad Turner (réalisateur)
Pour les articles homonymes, voir Brad Turner et Turner.
Brad Turner est un réalisateur et producteur canadien, connu en particulier pour 24 heures chrono, Prison Break: The Final Break et La Mutante 3. 

## Filmographie

### Cinéma
- 2004 : La Mutante 3

### Télévision
- 1995-2002 : Au-delà du réel : L'aventure continue
- 1997-1998 : La loi du colt (en) (Dead Man's Gun)
- 1997-2005 : Stargate SG-1
- 1998-2001 : Nikita
- 1999 : Must Be Santa (en)
- 2000 : Le Faussaire
- 2001-2005 : Andromeda
- 2002 : Jeremiah
- 2004-2010 : 24 Heures chrono
- 2004 : Battlestar Galactica
- 2004 : Human Cargo
- 2004-2006 : Stargate Atlantis
- 2005 : Alias
- 2005 : Smallville
- 2005 : Las Vegas
- 2006 : Blade (Blade: The Series)
- 2009 : Bones
- 2009 : Prison Break : The Final Break
- 2010 : Hawaii 5-0
- 2011 : The Secret Circle
- 2011 : Homeland
- 2012 : Nikita
- 2012 : Alcatraz
- 2013-2014 : Psych : Enquêteur malgré lui
- 2022 : From
- 2025 : The Institute

## Distinctions
Il a remporté un Primetime Emmy Award en 2006.